# ایرانی‌ستیزی
ایرانی‌ستیزی یا احساسات ضدایرانی، به احساسات و اعمالی که حاوی تبعیض، عملیات خصمانه، نفرت یا پیش‌داوری علیه ایران یا افراد مرتبط با ایران و فرهنگ ایرانی است گفته می‌شود و نقطهٔ مقابل ایران‌دوستی قرار می‌گیرد.

## دوران باستان

### یونانی‌ها و رومی‌ها
یونانیان ایرانی‌ها را «بربر» می‌خواندند. اما این لزوماً معنی بدی نداشت، در واقع آن‌ها به هر غیریونانی‌زبانی «بربر» می‌گفتند. در ذهن آن‌ها بسیاری از «بربر» ها کاملاً متمدن بودند و یونانیان خود از تمدن و دستاوردهای همسایگان خویش ازجمله پارس‌ها باخبر بودند. منتها مثل اغلب مردمان دیگر در آن دوران یونانی‌ها هم فرهنگ اقوام دیگر را بیگانه و نتیجتاً در سطحی پایین‌تر می‌دیدند.
اما بعد از جنگ‌های ایران و یونان در نیمه اول قرن ۵ پیش از میلاد معنی این کلمه عوض شد. جایی که ائتلاف زود گذر یونانی، امپراتوری عظیم ایران را شکست داد.
باوجود این، چنین ارزیابی ذهنی یونانی‌ای (که همچنین مورد استفاده رومیان پیروز بود) اصلاً مورد توجه ایرانیان قرار نگرفت. یونانیان پیش از اسکندر، هیچگاه قادر به تدارک حمله در مقیاس بزرگ به ایران نبودند، ضمن این که لشگرکشی‌های در مدیترانه فقط برای سیاست خارجی کاخ شاهی و ارتش اهمیت داشت و مردم ایران به آن اهمیت نمی‌دادند.

### اسکندر مقدونی
برای بیشتر زرتشتیان و ایرانیان، اسکندر مقدونی به عنوان نابودگر اولین امپراتوریشان و نابودکننده پارسه شناخته می‌شود. عموماً منابع تاریخی برنامه‌ای برای یا بدنام کردن یا ستایش کردن از اسکندر داشته‌اند. حتی در میان خود ایرانی‌ها هم چنین چیزی دیده می‌شود. با وجود این که برخی مورخان ایرانی جنبه‌های منفی کشورگشایی اسکندر را بیان کرده‌اند، اکثر نویسندگان قرون وسطی تحت تأثیر نویسندگان عرب، دیدگاه متفاوت و بسیار مثبت‌تری را نسبت به او داشته‌اند. لازم به یادآوریست که در فرهنگ زرتشتیان و ایرانیان باستان به اسکندر، گجسته می‌گفتند که به معنای اسکندر ملعون است.

#### سنت زرتشتی
سنتِ زرتشتی، اسکندر را همواره با صفت گُجَسته یاد می‌کند. در متن پهلوی ارداویرافنامه گفته می‌شود که وی دستوران، داوران، هیربدان و موبدان بسیاری را کشت.

## خاور دور (چین)
- کشتار گوانگجو
- کشتار یانگجو

## چنگیز و مغولان

### حمله بهگرگانجپایتخت ایران خوارزمشاهی

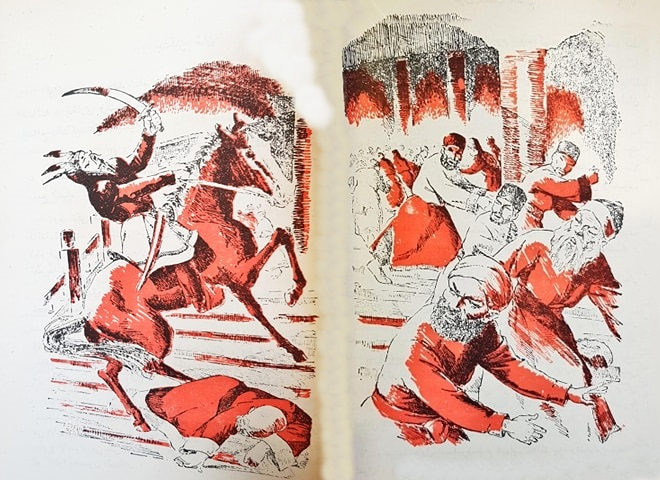
نگاره‌ای هنری از کشتار مردم ایران در گرگانج.

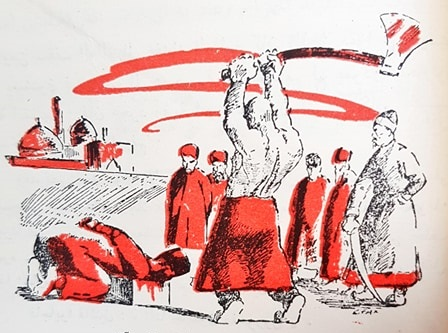
مغولان پس از فتح پایتخت امیر ایرانی شهر را گردن زدند.

شهر تجاری و ثروتمند گرگانج در دست نیروهای، مادر شاه (ترکان خاتون) بود، اما وقتی فهمید پسرش (سلطان محمد خوارزمشاه) به جزیره‌ای گمنام به نام آبسکون در دریای خزر پناه برده است، او نیز فرار را به قرار ترجیح داد. اما دیری نپایید که توسط مغولان دستگیر شد.

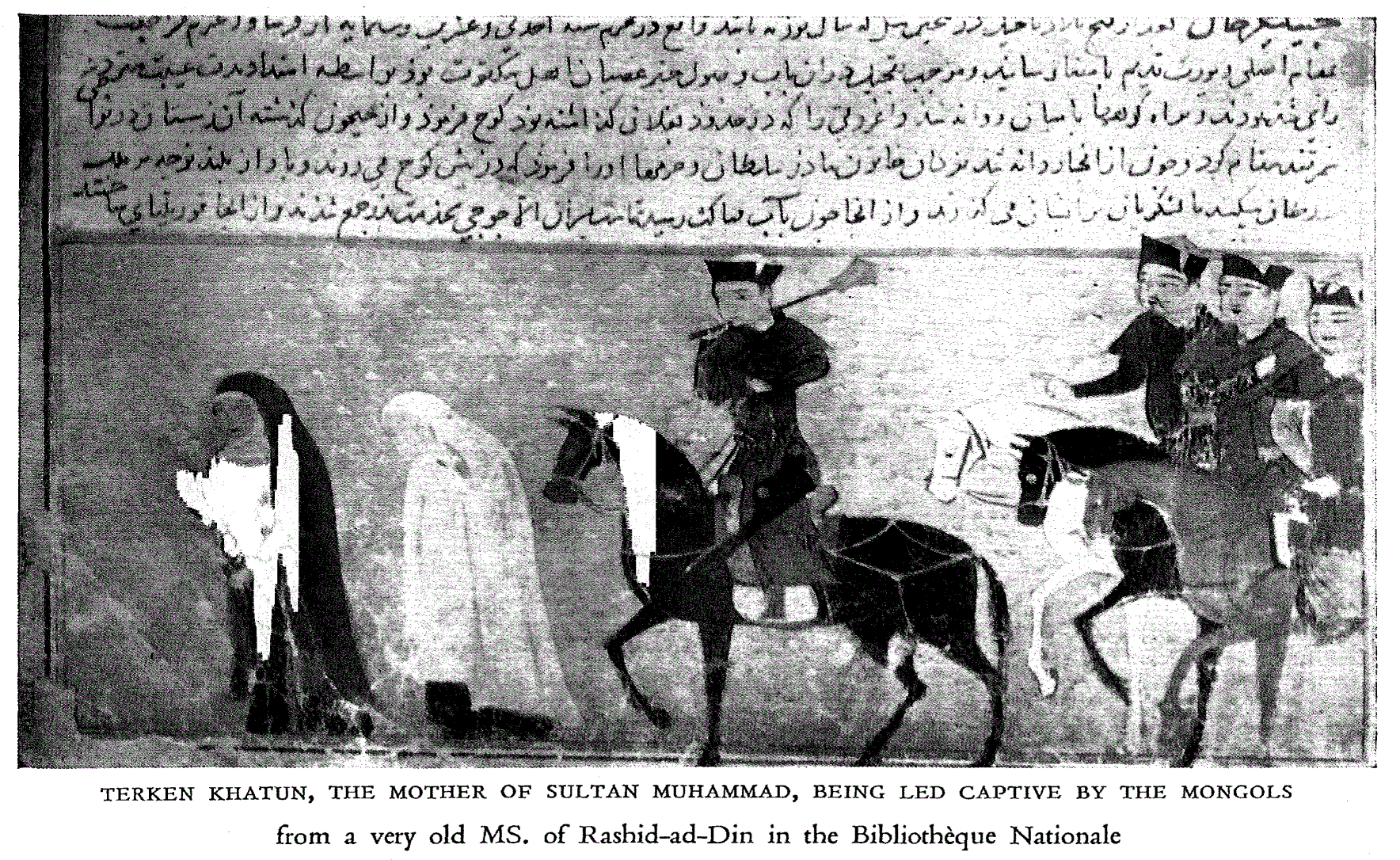
ترکان خاتون در اسارت مغول

و سپس «خمر تگین»، یکی از سرداران شاه، خود را سلطان گرگانج اعلام کرد. جوچی که در زمان حمله در شمال لشکرکشی می‌کرد، از همان سمت به شهر نزدیک شد، در حالی که «چنگیز»، «اوگتای خان» و «جغتای» از جنوب به پایتخت یورش بردند. و پس از مقاومت‌های بسیار پایتخت سقوط کرد. و طبق معمول، صنعتگران را به مغولستان تبعید شدند، زنان و کودکان جوان را به عنوان برده در اختیار سربازان مغول قرار دادند و بقیه مردم نیز مورد قتل‌عام قرار گرفتند. تاریخ‌نگار ایرانی جوینی اظهار داشت که ۵۰۰۰۰ سرباز مغول هر کدام وظیفه اعدام بیست و چهار شهروند گرگانج را بر عهده داشتند که به معنای کشته شدن ۱٫۲ میلیون نفر است. گرچه به نظر می‌رسید اغراق‌آمیز باشد اما قتل‌عام صورت گرفته به درستی بزرگ بوده است.

### ادامه کشتار در شهرمَرو
شهر بزرگی که پس از پایتخت به دست ارتش تولی خان یا تولوی خان، پسر چهارم چنگیز خان افتاد، شهر مرو بود. جوینی دربارهٔ مرو نوشت: «از نظر سرزمینی در میان سرزمین‌های خراسان سرآمد بود، و پرنده صلح و امنیت بر فراز مرزهای آن پرواز کرد. تعداد افراد اصلی آن با قطرات باران بهاری رقابت می‌کند و زمین آن با آسمان‌ها درگیر شد.» (یعنی شهر پرجمعیتی که به یک باره آرامش و امنیت خود را از دست داد، و گویی نفرین شده است) سربازان پادگان مرو تنها حدود ۱۲۰۰۰ نفر بود و شهر مملو از پناهندگان جنگ زده از شرق خوارزم و پناهندگان آواره از پایتخت بود. به مدت شش روز، تولی خان شهر را محاصره کرد و در روز هفتم، به شهر حمله‌ور شد. با این حال، مدافعان شهر حمله را پس زدند و ضدحمله خود را علیه مغولان آغاز کردند. اما توان نیروهای مدافع به اندازه مهاجمان مغول نبود. روز بعد، حاکم شهر با قول تولی خان مبنی بر حفظ جان و سلامت شهروندان، شهر را تسلیم مغولان کرد. اما به محض تحویل شهر، تولی تقریباً هر شخصی را که تسلیم شد، در یک کشتار جمعی همچون آنچه در پایتخت روی داده بود در شهر مرو نیز تکرار شد و افراد بسیاری قتل‌عام شدند.

### کشتارنیشابور
پس از پایان کار مرو، تولی خان به سمت غرب لشکر کشید و به شهرهای نیشابور و هرات حمله کرد. نیشابور تنها پس از سه روز سقوط کرد. اما در خلال فتح شهر، «تغاجار نویان»، داماد چنگیز توسط نگهبانان شهر نیشابور کشته شد و تولی خان با همین بهانه هر موجود زنده در شهر، از جمله گربه‌ها و سگها را به همراه «بیوه تغاجار نویان» (که برای انتقام شوهرش آمده بود) قتل‌عام کرد، از افراد مشهور در آن روزگار عطار نیشابوری بود در سال ۶۱۸ هجری قمری به هنگام حملهٔ مغول وی در نزدیکی دروازه شهر به دست سربازان مغول افتاد و کشته شد. علاوه بر این تمام آثار وی سوزانده شد و آثاری که از وی در دست است تنها آثاری است که قبل از حملهٔ مغول، به سایر شهرها برده شده بودند. پس از سقوط نیشابور، هرات بدون جنگ تسلیم شد و در امان ماند.

### بخارا
شهر بخارا، بعد از ۱۲ روز نبرد علیه مغول‌های مهاجم (به فرماندهی چنگیزخان)، سقوط کرد. تمام ساکنان شهر بیرون آورده شدند، اموالشان غارت گشت و شهر در آتش سوخت. تمام مدافعان قلعه کشته شدند. حمله مغول به این شهر چنان صدماتی وارد کرد که سالها بعد از حمله ابن بطوطه سفرنامه نویس معروف که از بخارا می‌گذشت دربارهٔ آن می‌نویسد. در حدود سال ۱۳۳۳، شهر هنوز از ساقط شدن توسط سپاهیان تارتار بهبود نیافته بود. وی دریافت که «مساجد، دانشگاه‌ها و بازارهای آن ویران شده است» و گزارش داد که «امروز یک نفر در این شهر نیست که دارای یک آموزه دینی باشد یا مشتاق برای به دست آوردن دانش باشد.»دانشنامه کتابخانه و دانش اطلاعات می‌نویسد:
«یک بار دیگر تمدن عظیم ایرانیان به وسیلهٔ مهاجمان نابود شد؛ این بار به وسیله قبایل مغولان و تاتارها (۱۲۲۰ میلادی)؛ آن‌ها مساجد را تبدیل به طویله اسبان‌شان کردند، کتابخانه‌ها را سوزاندند و از نسخه‌های گرانبها به عنوان سوخت استفاده کردند.»

## رنسانس تا معاصر
پاتریک کلاوسون می‌نویسد:
از روزگار هخامنشی، ایرانیان تحت حفاظ جغرافیایی بودند. اما کوه‌های بلند و دشت‌های وسیع فلات ایران دیگر سپری در برابر ارتش روس و ناوگان بریتانیا نبودند. ایران در ظاهر و باطن، خرد شده بود. در آغاز قرن نوزدهم، آذربایجان، ارمنستان، بیشتر گرجستان و افغانستان، به‌طور کامل ایرانی بودند، اما در آخر قرن، اکثر این نواحی در نتیجهٔ عملیات نظامی اروپاییان، از دست رفته بود. ایران از دست رفتن قسمت‌هایی از خاکش را، به صورت حس قربانی شدن و تمایلی برای تفسیر اعمال اروپاییان از طریق عینک تئوری توطئه، بیان کرد؛ که این به نوبه خود به شکل‌گیری ناسیونالیزم ایرانی در قرن بیست‌ویک کمک کرده است.

### امپراتوری روسیه

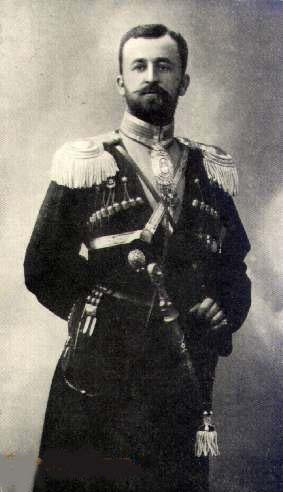
کلنل لیاخوف روسی که مجلس ایران را به توپ بست

ایران بیش از تمام قدرت‌های استعماری دیگر به امپراتوری روسیه قلمروهایی را واگذار کرده‌بود.
منش روسیه در برخورد با همسایه جنوبی‌اش را می‌توان به سادگی با خواندن پیغام زیر، که در تاریخ ششم ژوئیه ۱۹۴۵، توسط کمیته مرکزی حزب کمونیست شوروی برای رهنمود به شورای رهبری محلی آذربایجان شوروی فرستاده شده، متوجه شد:
کارهای تدارکاتی برای تشکیل یک بخش آذربایجان قومی خودمختار با دامنه عمل زیاد درون مزرهای حکومت ایران را شروع کرده و هم‌زمان جنبشی تجزیه‌طلب در استان‌های گیلان، مازندران، گرگان و خراسان برقرار کنید.
درحالی که پرتغالی‌ها، بریتانیایی‌ها و هلندی‌ها برای جنوب و جنوب شرق ایران تضعیف شده در دورهٔ صفوی رقابت می‌کردند، روسیه در شمال کاملاً بی‌رقیب بود و برای استقرار نفوذ در بخش‌های شمالی ایران به سمت جنوب سرازیر شده بود.
سلسله قاجار، بیمار از سیاست داخلی، متوجه شد (اگر نگوییم که حتی متوجه نشدند) که قادر به رودررویی با خطر امپراتوری در ناحیه شمالی نیست. دربار شاهنشاهی، ضعیف و ورشکسته زیر فرمان فتحعلی‌شاه مجبور به امضا قرارداد رسوایی‌آور گلستان در ۱۸۱۳ م شد که بعد از شکست تلاش‌های عباس‌میرزا برای آرام کردن جبهه شمالی ایران، به امضای قرارداد عهدنامه ترکمنچای، منجر شد.
با پیشروی مداوم امپراتوری روسیه به سمت جنوب در جریان دو جنگ ضد ایران و قراردادهای گلستان و ترکمنچای در جبهه‌های غربی، به علاوه مرگ نابه‌هنگام عباس‌میرزا در ۱۸۲۳ م و قتل صدر اعظم ایران (ابوالقاسم قائم‌مقام فراهانی)، ایران، منطقه دیرینه خود در آسیای میانه را به ارتش روسیه تزاری واگذار کرد. ارتش روسیه سواحل آرال را در ۱۸۴۹ م، تاشکند را در ۱۸۶۴ م، بخارا را در ۱۸۶۷ م، سمرقند را در ۱۸۶۸ م و خیوه و آمودریا را در ۱۸۷۳ م اشغال کرد. پیمان آخال، اوج شکست‌های ایران در برابر قدرت جهانگیر روسیه بود.
در انتهای قرن نوزدهم، تسلط امپراتوری روسیه چنان رسمیت یافت که تبریز، قزوین و گروهی دیگر از شهرها توسط روس‌ها اشغال شدند و حکومت مرکزی در تهران هیچ قدرتی حتی برای انتخاب وزرای خود بدون تأیید سرکنسولگرهای روسی و بریتانیایی، نداشت. برای نمونه مورگان شوسترآمریکایی، زیر فشار عظیم بریتانیا و امپراتوری روسیه به دربار سلطنتی، وادار به استعفا شد. شوستر در کتاب «خفه کردن ایران» که در باب انتقاد تند از روسیه و بریتانیا است، جزئیات این ماجراها را برشمرده است.
این‌ها و یک سری اتفاقات حساس مانند به توپ بستن مسجد گوهرشاد در مشهد به سال ۱۹۱۱ و به توپ بستن مجلس شورای ملی توسط لیاخوف روسی، منجر به گسترش موج احساسات روس ستیزانه در سرتاسر ایران شد.

#### جنگ جهانی اول
روسیه در طول جنگ جهانی اول چه به‌طور مستقیم و چه به‌طور غیر مستقیم دست به کشتار وسیعی از ایرانیان زد. از کشتارهای مستقیم که در طی آن دست کم ۷۰ نفر ایرانی کشته شدند، در نبرد رباط‌کریم بود که تعدادی از نیروهای مردمی به فرماندهی حیدر لطیفیان برای محافظت و جلوگیری از فروپاشی ایران، مقاومت کردند. از حادثه‌های غیر مستقیم که ایرانیان زیادی به واسطه روس‌ها کشته شدند، قحطی ۱۲۹۸–۱۲۹۶ ایران است که تخمین زده می‌شود میلیون‌ها نفر در طی آن جان خود را از دست دادند.
یکی از نتایج اعتراض عمومی علیه حضور همه‌جانبه امپراتوری روسیه در ایران، جنبش جنگل بود. شورشیان به رهبری میرزاکوچک خان جنگلی به سمت مواجهه بین شورشیان و ارتش امپراتوری روسیه پیش می‌رفتند که با انقلاب اکتبر روسیه این امر خاتمه یافت.
هرچند مداخله‌های روسیه در دوران شوروی مثل حکومت خودمختار آذربایجان و پس از آن جمهوری مهاباد، که آخرین تلاش شوروی برای برپایی جمهوری سوسیالیستی در ایران بود، ادامه یافت.
پایان جنگ جهانی دوم، آغازی بر نفوذ آمریکا در صحنهٔ سیاسی ایران بود. با آغاز جنگ سرد، آمریکا بر ضد شوروی سریعاً برای تبدیل ایران به یک هم پیمان بلوک سرمایه‌داری تلاش کرد که تا حدودی باعث از میان رفتن تأثیر و نفوذ شوروی بر ایران، در سال‌های آتی شد.
هنگام جنگ ایران و عراق، اتحاد جماهیر شوروی به بزرگ‌ترین حامی نظامی صدام حسین تبدیل شد.

### امپراتوری بریتانیا

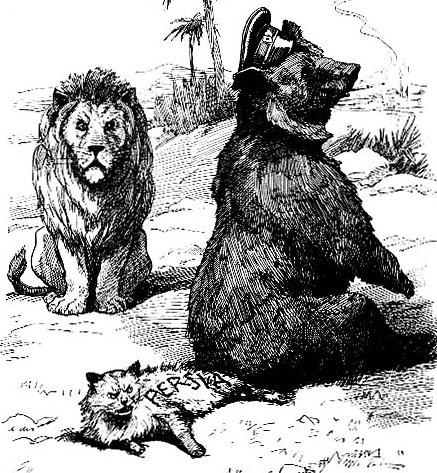
کاریکاتوری در یک مجله فکاهی انگلیسی (پانچ) در سال ۱۹۱۱ م، بازی بزرگ: شیر (انگلیس) به خرس (روس) می‌گوید: اگر همدیگر را نمی‌فهمیدیم، شاید می‌پرسیدم روی رفیق کوچکمان گربه (ایران) چه کار می‌کنی؟

سابقهٔ بریتانیا در دخالت در سیاست‌های ایران، از تمامی کشورهای اروپایی بیشتر است. این مداخله سریعاً به یکی از سیاست‌های استعماری به نفع کمپانی هند شرقی و بر ضد ایران تبدیل شد. با ورود روسیه به عنوان رقیب، این عرصه، بازی بزرگ نام گرفت.
در موقعیت‌های بی‌شماری، حکومت بریتانیا ضد ایران (چه علیه حکومت ملی و چه منافع آن) عمل کرده است. عهدنامه گلستان به سال ۱۸۱۳ م و به دنبال آن عهدنامه ترکمانچای، هردو توسط سرگوراوزلی بدنام و به کمک دفتر روابط خارجی بریتانیا تنظیم شدند. در واقع، بعد از شکست دادن ناصرالدین شاه در هرات به سال ۱۸۵۷، مرزهای شرقی و جنوبی ایران توسط بریتانیا معین شدند. دولت بریتانیا در دهه ۱۸۶۰ فردریک جان گلدسمید از بخش تلگراف هندو-اروپایی را مأمور مشخص کردن مرزهای بین ایران و هند کرد. 

چنین نگرش منفی‌ای را به خصوص می‌توان در فتوای تحریم تنباکو دید که توسط میرزای شیرازی داده شد. این فتوا باعث شعله‌ور شدن خشم مردم بر ضد حضور بریتانیایی‌ها در ایران در مقابل سیاست خاندان قاجار شد.

ردپای بریتانیا همچنین در پیدایش نقشه تهاجم عراق به ایران در سال ۱۹۸۰ م دیده می‌شود. این مطلب در مقاله‌ای در روزنامه نیویورک تایمز در ابتدای جنگ ایران و عراق گزارش شده است. نکات مهم این گزارش این است:
1. یک نقشه تهاجم با جزئیات در سال ۱۹۵۰ م برای ارتش عراق توسط مشاور نظامی بریتانیا برای عراق، ۳۰ سال پیش از تهاجم صدام حسین به ایران تهیه شده بود.
2. پیش‌نویس اصلی این طرح از سال ۱۹۳۷ توسط بریتانیا در دست تهیه بوده است؛ محورهای اصلی پیشروی که در طرح شرح داده شده‌اند، مشابه همان است که در تهاجم عراق به ایران در ۲۲ سپتامبر ۱۹۸۰ م انجام شد.
3. هدف اصلی این طرح «... فراخوانی نیروهای عراقی برای اشغال استان خوزستان، مذاکره برای متارکهٔ جنگ با حکومت ایران که شامل تسلیم این استان به عراق… همچنین آزادی مردم عرب‌زبانی که در خوزستان زندگی می‌کنند باشد». به‌طور مشخص تغییرات متوالی در حکومت عراق در طی سی سال بعدی، اهدف اصلی طرح بریتانیا را تغییر نداد؛ تنها در اثر گذشت زمان طرح به روز شد.

دولت انگلیس در سال ۱۲۱۹ خورشیدی، نام دریای بریتانیا را برای خلیج فارس به کار بردند اما این نام پذیرشی نیافت و آن را رها نمودند.
انگلیسی‌ها اولین کسانی بودند که عرب‌ها را تحریک به استفاده از نام جعلی خلیج عرب به جای خلیج فارس کنند.

## جمهوری اسلامی

### نوروز وچهارشنبه سوری
مرتضی مطهری در مورد نمادهای باستانی ایران (نوروز و چهارشنبه سوری) این‌گونه گفته است:
به‌خدا ننگ این مردم است که روز سیزده و این ایام را به عنوان جشن سیزده بدر بیرون می‌رن. ننگ باشه بر اینها که به عنوان پرورش افکار این‌ها را به مردم نمی‌گویند و شما احمقها هم این حرکات را هر سال انجام می‌دهید بلکه آن‌ها شما بدبختهای احمق را تمجید می‌کنند تشویق می‌کنند اینها از اسلام نیست اینها ضداسلام است… نیاکان ما در گذشته جشن می‌کردن؛ پس ما هم باید چنین کنیم چهار شنبه آخر سال می‌شود؛ بسیاری از خانواده‌ها که باید بگویم خانواده احمقها آتش روشن می‌کنند و هیزمی روشن می‌کنند و آدمهای سر و مر و گنده با آن هیکلهای نمی‌دانم چنین و چنین از روی آتش می‌پرن که ای آتش زردی من از تو سرخی تو از من این چقدر حماقت است خب چرا چنین می‌کنید می‌گویند پدران ما چنین می‌کردند ما نیز چنین می‌کنیم اگر پدران شما چنین می‌کردند و شما می‌بینید که آن کار احمقانه است و دلیل خریت پدران شما است رویش را بپوشید چرا این سند حماقت را سال به سال تجدید می‌کنید؛ این یک سند حماقت است که شما هی می‌کوشید که این سند حماقت را زنده نگهدارید و بگویید ماییم که چنین پدران خری داشته‌ایم… پس شما باید بگویید که الحمدالله در روز نحس قرار نگرفته‌ایم؛ اتفاقاً باید بدانیم که الان تمام روزهای ما نحس هست روز اول فروردین‌ماه هم نحس است بین روز اول و دوم و سوم و چهارم فروردین؛ دوازدهم و سیزدهم فروردین هم نحس است ما از این نحس باید خارج بشیم چه باید بکنیم؟؛ بریم بیرون سبزه‌ها را گره بزنیم از نحسی خارج می‌شیم؟ با سمنو پختن از نحسی خارج می‌شیم؟ با پهن کردن سفره هفت سین از نحسی خارج میشیم؟ بیچاره بد بخت چرا خانه‌ات را ول می‌کنی می‌ری بیرون؛ از این کارهای زشت بیا بیرون از این عادت زشت بیرون بیا؛ از این حرکات زشت خودت خارج شو تا از نحوسات بیای بیرون از این حرکات زشت و کثیف و پلید که به آن گرفتار هستی خارج شو تا از نحوست بیای بیرون سیزده چه گناهی دارد؟ از سمنو چه کاری ساخته است؟ از سبزه و هفت سین چه کاری ساخته است؟

### آرش کمانگیر
به دستور دادستان ساری، تندیس آرش کمانگیر و اسب‌هایش در ساری جمع‌آوری و نابود شدند.

### شاهنامه فردوسی
نقاشی دیواری میدان فردوسی مشهد به طول ۵۰۰۰ متر مربع و با موضوع شاهنامه فردوسی یکی از طولانی‌ترین نقاشی‌های دیواری کشور بود پس از گذشت چند ماه از بهره‌برداری به صورت شبانه کاملاً محو شد. جای نقاشی‌های شاهنامه را نوشته‌هایی با عنوان «ملک موقوفه آستان» و «اداره حفاظت املاک و اراضی آستان قدس» گرفته است. علی حامدمقدم، سخنگوی شهرداری مشهد، گفته است که آستان قدس رضوی، «یکشنبه شب، در اقدامی بی‌سابقه بزرگ‌ترین نقاشی دیواری کشور» را پاک کرد؛ که البته علم الهدی دلیل این کار را اشتباه شهرداری مشهد در نقش نگاری بر روی موقوفات آستان مقدس بدون اجازه از آستان مقدس عنوان کرد.

### سردار آریوبرزن
در پی درخواست فرمانده سپاه پاسداران در استان کهگیلویه و بویراحمد، عوض شهابی فر، برای تخریب تندیس آریوبرزن دادستان یاسوج، فرمان پائین آوردن تندیس را صادر کرد.

### بابک خرمدین
مسعود نقره کار در مورد دیدگاه اسلامیون می‌نویسد:
1. روزنامه جمهوری اسلامی" در رابطه با بزرگداشت بابک خرم دین که در قلعه بابک (منطقه کلیبر آذربایجان شرقی) برگزار شد، پیشاپیش این گونه به پیشواز رفت: بابک خرم دین مزدکی و آدمکش بود.
2. موسوی اردبیلی دربارهٔ بابک خرم دین گفت:بابک خرم دین، کسی بود که اردبیل را تاراج کرد و در منطقه عرشه اردبیل به قدر موی سر به کشتار مردم اقدام کرد و تأثرانگیز است که بابک خرم دین به عنوان یکی از مفاخر اردبیل مطرح می‌شود در حالی که او مزدکی و آدم‌کش بوده است.[۲۸]
3. صافی گلپایگانی نیز در جواب یک سؤال دربارهٔ بابک خرم دین نوشته است: شبهه‌ای در کفر و الحاد بابک خرم دین نیست. ترویج افکار و دفاع از مواضع او ترویج باطل و معارضه با اسلام و برای تضعیف هویت اسلامی جامعه است و صرف بیت المال و مال شخصی در جهت اشاعه نام و یاد او همه حرام است. باید مسئولین امور جداً از این گرایش‌ها جلوگیری نمایند.
4. مرتضی مطهری نیز در «پانزده گفتار» گفته است: بابک با ایرانی‌ها می‌جنگید نه با اعراب. بابک را ایرانی‌ها کشتند و ۲۵۰ هزار کشته دادند. ایرانی‌ها که با بابک می‌جنگیدند گرزی داشتند به نام کافرکوب. بابک با اسلام و مسلمین می‌جنگید.

### کاوه آهنگر
کاوه آهنگر شخصیتی اسطورهای از ایران باستان است. در شاهنامه فردوسی آمده که او قیامی مردمی علیه فرمانروایی به نام ضحاک (اژی‌دهاک) را پی می‌ریزد. نشانِ جنبشِ او، درفش کاویانی، پیشبند چرمی‌اش است که بر سر نیزه‌ای می‌آویزد.

#### هراس از تبدیلِ تندیسِ کاوه به پایگاهی برای ضدانقلاب
احمد جنتی، دبیر شورای نگهبان و امام جمعه موقت تهران در مراسم رسمی نمازجمعه در تهران تخریب مجسمه کاوه آهنگر در اصفهان را خواستار شد. وی گفت: 
این مجسمه، به پایگاهی برای ضدانقلاب بدل خواهد شد.

### تخریب مجسمهٔ سردار اسعد بختیاری
در ۲۵ اردیبهشت ۱۳۹۵ عده‌ای از افراد ناشناس مجسمهٔ سردار اسعد بختیاری را در شهر جونقان را ویران کردند. این حادثه مدتی پس از آن که یکی از مسئولان محلی از ساخت موزهٔ مشروطه در آن محل انتقاد کرده بود رخ داد.

### حذف تصویر تخت جمشید از اسکناس صد هزار تومانی
در دوران ریاست جمهوری ابراهیم رئیسی، عکس تخت جمشید از اسکناس صد هزار تومانی حذف شد.

### حکومت‌های ایرانی
رهبر جمهوری اسلامی ایران، علی خامنه‌ای، افتخار به حکومت کیانیان و هخامنشیان را توهم می‌داند.

### حاکمان ایرانی
علی خامنه‌ای، خشایارشا را طاغوت و قدرت‌طلب می‌داند. او دربارهٔ دیگر شاهان ایرانی قبل از اسلام هم همین نظر را دارد.

### تغییر نام خیابان‌ها بعد از انقلاب اسلامی
بعد از انقلاب ۱۳۵۷ ایران، برخی خیابان‌ها که به نام میراث ایران بودند، مانند خیابان داریوش، شاه عباس، تخت جمشید، تخت طاووس، آپادانا، شاپور و شهباز تغییر کردند.

### اهانت به کوروش بزرگ
صادق خلخالی رساله‌ای نوشته بود به نام «کوروش دروغین و جنایتکار». او در این رساله، کوروش را «سفاک و خونریز» دانسته و او را به انحراف اخلاقی متهم می‌کند.

### فیلم‌ها

#### مرگ یزدگرد
در فیلم مرگ یزدگرد، واپسین شاهنشاه ایران باستان، یزدگرد سوم به باد ترور شخصیتی گرفته می‌شود و به او اتهاماتی همچون بزدل بودن، تجاوز به دختر آسیایان، فریب همسر آسیابان و … زده می‌شود.

#### مختارنامه
در سریال مختارنامه، مسلم بن عقیل (امین زندگانی)، در محضر ابن زیاد (فرهاد اصلانی)، قبل از کشته شدن می‌گوید: «ما بر خلیفه غاصب، شوریده‌ایم؛ ما تیغ بر خلق و خوی قیصر [لقب پادشاهان روم] و کسری [لقب پادشاهان ساسانی (همان خسرو)] کشیده‌ایم.»

## ایالات متحده آمریکا

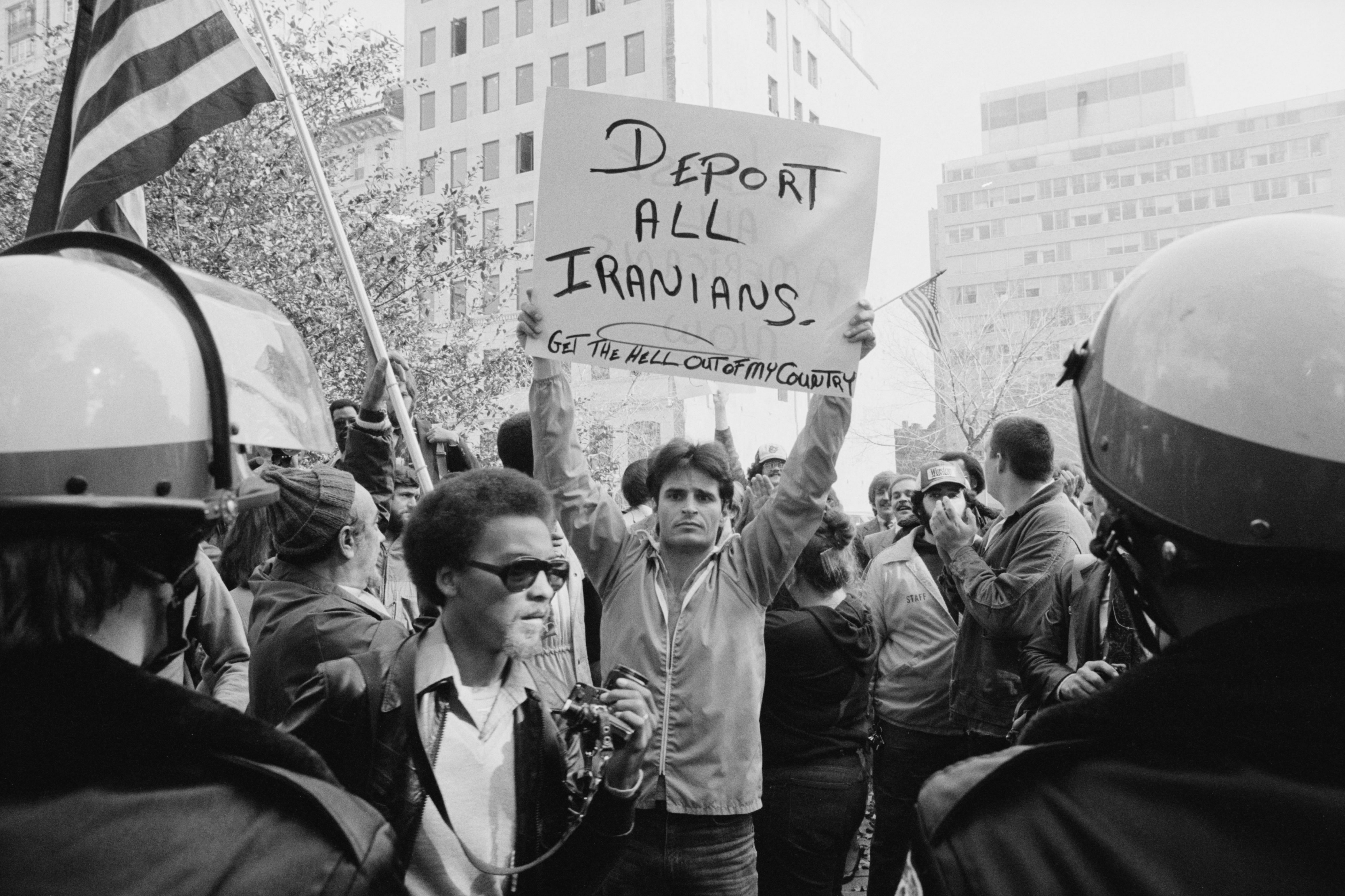
مردی در تظاهراتی در آمریکا بر روی تابلو نوشته: «همهٔ ایرانیان را اخراج کنید. گورتان را از کشورم گم کنید.» این در یک تجمع اعتراضیِ دانشجویان واشینگتن، دی. سی. در جریان بحران گروگانگیری ایران بود.

بعد از انقلاب ۱۳۵۷ ایران و روی کار آمدن حکومت جمهوری اسلامی ایران و مخالفت شدید ایشان با موجودیت اسرائیل، آمریکا به نوعی جنگ تبلیغاتی علیه ایران دست زده است. در این میان غرب سعی کرده در کنار به تصویر کشیدن اسرائیل به عنوان کشوری حامی دموکراسی و مردم‌سالار، ایران را کشوری با حکومتی تحت اختیار روحانیت کوته‌نظر جلوه دهد.

### رسانه‌ها، اندیشگاه‌ها و دولت

در کمیک بتمن چاپ ۴۲۹، جوکر، در یک نسخه «دی‌سی کمیکس فوق‌العاده-تبه کار»، در عربستان با شکل و ظاهری عربی به تصویر کشیده شده است، که در آن متحد ایرانیان است.

ان کولتر خبرنگار آمریکایی از اصطلاح «کله‌عمامه‌ای» برای اشاره به ایرانیان استفاده می‌کند و برنت اسکوکرافت مردم ایران را «فرش فروش» خطاب قرار می‌دهد. همچنین روزنامه کلمبوس دیسپچ در سال ۲۰۰۷ میلادی کاریکاتوری را به چاپ رساند که در آن ایران را یک فاضلاب و مردم آن را سوسک نشان می‌داد. در همین سال دبرا کاگان کارمند سابق پنتاگون نیز با بیان «من از همه ایرانیان متنفرم» گروهی از اعضای پارلمان بریتانیا را متعجب ساخت. در سال ۲۰۰۹ میلادی در کنفرانس کمیته روابط عمومی آمریکا و اسرائیل، مارتین کرامر استاد دانشگاه هاروارد در مورد خطر پذیرفتن ایرانیان آمریکا برای نزدیک شدن به قدرت هشدار داد: «ایران می‌تواند اهرمی در پس چهره ایرانیان آمریکا باشد، افرادی که بسیاری از آن‌ها جایگاه‌های حساسی در اندیشگاه‌ها و حتی دولت دارند.»

### به تصویر کشیدن ایران و ایرانی‌ها در هالیوود
هالیوود از دهه ۱۹۸۰ و به‌خصوص ۱۹۹۰ میلادی، شخصیت‌های منفی از ایرانیان را در مجموعه‌های تلویزیونی نظیر ۲۴، جان دو، بربال‌های عقاب (۱۹۸۶) و فرار از ایران: خوشحالی کانادایی (۱۹۸۱ برپایه داستانی حقیقی) به تصویر می‌کشد. و همچنین در سری سوم فیلم ترانسفورمرز نیز این واقعه به چشم می‌خورد.

#### اسکندر
در سال ۲۰۰۴ میلادی، فیلم اسکندر به کارگردانی الیور استون ساخته شد که در آن ایرانیان به طرز منفی و نادرستی به تصویر کشیده شده‌اند. و همچنین برخی مورخان ایرانی به غیر تاریخی بودن این فیلم و اینکه به نفع اسکندر این فیلم را ساخته‌اند و چهرهٔ او را شخصی رئوف و با گذشت نشان می‌دهند اعتراض کردند، از جمله این که نبردهای اسکندر با داریوش سوم را به‌طور خلاصه و با شجاعتهای اسکندر نشان داده‌اند.

#### ۳۰۰
فیلم ۳۰۰ محصول سال ۲۰۰۷ میلادی، فیلمی با اقتباس از رمان گرافیکی فرانک میلر متعلق به سال ۱۹۹۸ است که به واسطه نژادپرستی در به تصویر کشیدن سربازان ایرانی در جنگ ترموپیل مورد انتقاد قرار گرفته بود. منتقدان در ایالات متحده و نقاط دیگر جهان یادآور شده‌اند که سیاست غرب علیه ایران در رابطه با سیر تاریخی این کشور، نمایش ایرانی‌ها به عنوان افرادی فاسد، خوش‌گذران و شیطانی در مقابل یونانی‌های نجیب است. هم‌زمان با پخش جهانی این فیلم و پخش نسخه کپی فیلم در تهران و خبر موفقیت آن در باکس آفیس، آزاده معاونی روزنامه‌نگار مجله تایم، خشم و ناراحتی مردم را گزارش کرد.

## جهان عرب
ریچارد فرای معتقد است که بحران نگرش‌های ایرانی‌ستیزی اعراب این‌گونه خلاصه می‌شود:
اعراب دیگر نقش ایران و زبان فارسی را در شکل‌گیری فرهنگ اسلامی درک نمی‌کنند. شاید می‌خواهند گذشته‌ها را از یاد ببرند، اما با چنین کاری شالوده معنوی، موجودیت اخلاقی و فرهنگی خود را از میان می‌برند.

### عجم
با استناد به دانشنامه بریتانیکا کلمه عجم در زبان عربی اشاره‌ای به‌خصوص به فارسی زبانان است و به معنای فردیست که توانایی تکلم صحیح را ندارد. (مشابه کلمه نموی (لال، خاموش) در بین اسلاوی‌ها که اشاره‌ای است به آلمانی‌ها.) در حقیقت عجم در مقابل معنای تکلم صحیح و درست زبان عربی است.
شایان ذکر است که عجم در لغتنامه عربی برای تمام غیرعرب‌ها به کار می‌رود و به دفعات توسط ابن خلدون در مقدمه ابن خلدون به این شکل به کار رفته است. هرچند اعتقاد بر این است که اشاره ابن خلدون به فارسی زبانان می‌باشد. علاوه بر این کلمه عجم ریشه در ع-ج-م دارد و به معنای ناواضح، مبهم، غیرقابل درک است.

### صدر اسلام

ولادمیر مینورسکی: مردمان بومی و اصیل یک‌جانشین روستایی و کشاورز آذربایجان در دوران فتح اعراب به لقب تحقیرآمیز علوج (غیرعرب) خطاب می‌شدند. این‌ها به گویش‌های متفاوتی همچون آذری [تاتی] و تالشی تکلم می‌کردند که هنوز هم امروز جزیره‌هایی از این زبان‌ها در میان مردمان ترک‌زبان آذربایجان دیده می‌شود. تنها سلاح این جمعیت آرام و صلح‌جوی روستایی فلاخن بود و بابک خرمدین با پشتیبانی این گروه برضد خلیفه قیام کرد.

واژهٔ عَجَم، به‌طور عموم به غیرعرب، به‌طور مخصوص به ایرانی‌ها گفته می‌شد. عَجَم در لفظ عرب، به معنی «گنگ‌زبان و مِن مِن گو» است. از این‌رو، آن‌ها عَجَم را مقابل با زبان عربی، یعنی فصحه به معنی «خالص، درست» قرار دادند. این لفظ، همانند لفظ بربر یونانی است که هنگام اسیر کردن، به فرد مغلوب (که وحشی تلقی می‌کردند) گفته می‌شد. در اسپانیای اسلامی هم، این عجم به زبان بومی اسپانیایی شبه‌جزیرهٔ ایبری گفته می‌شد. به‌طور کلی، این لفظ، لفظی تحقیرکننده در زبان عرب بود تا برتری سیاسی-اجتماعی خود را به رخ دیگران بکشند. همچنین، عرب‌های مهاجم، مردم بومی آذربایجان را با لفظ تحقیرآمیز «علوج» خطاب می‌کردند.

### تحقیر ایرانی‌های آذربایجان

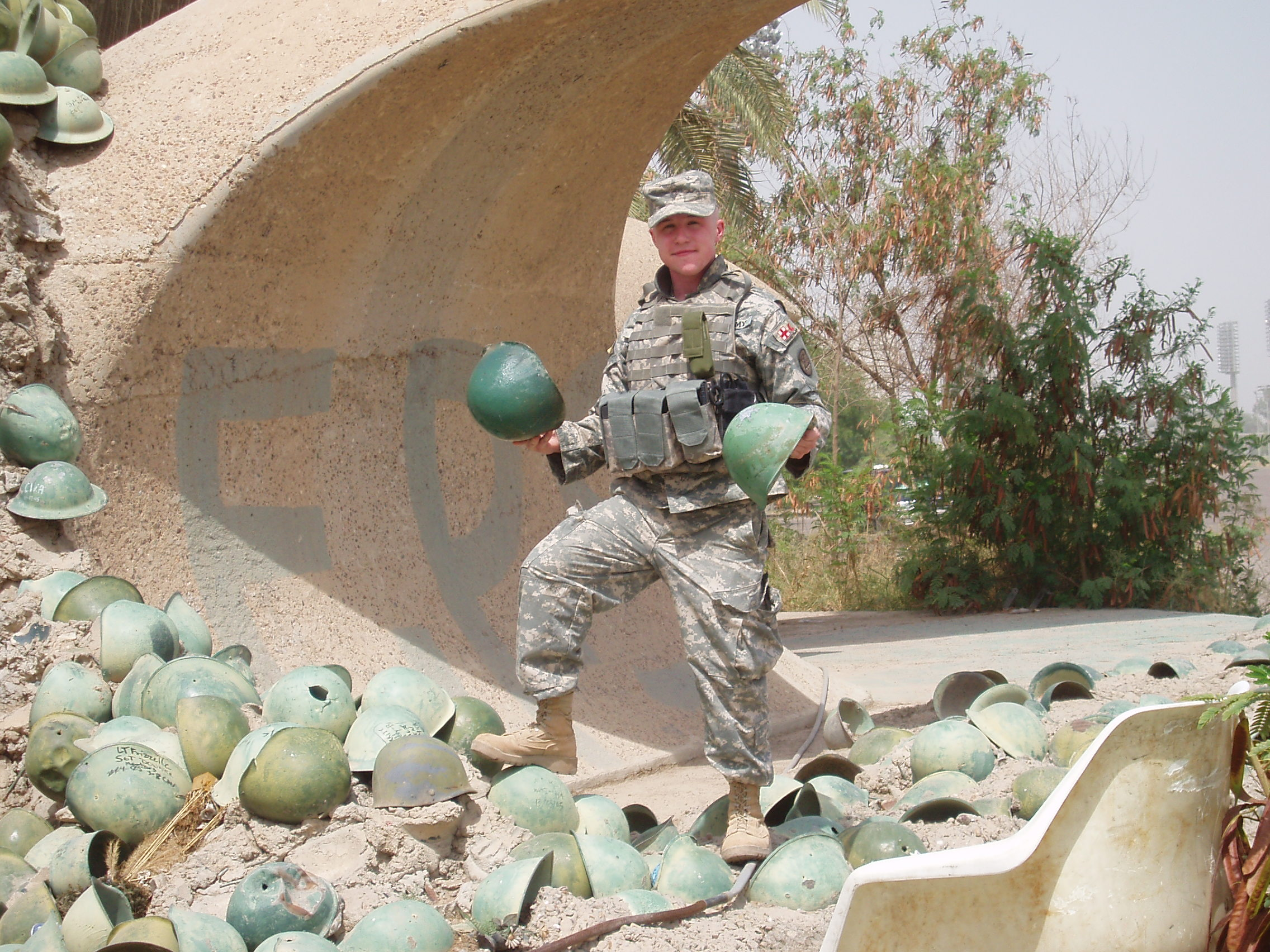
سرباز نیروهای ائتلاف، در حالی که با کلاه سربازانی ایرانی، زیر طاق نصرت شمشیرهای قادسیه بعثی عکس انداخته است.

عبدالحسین زرین‌کوب، شورش بابک را نتیجهٔ خشم ایرانیان به ستوه آمده از ستم بنی‌عباس می‌داند:
قیام بابک که در رأس خرمدین‌های ناراضی، شورشگر و دست از جان شسته بر ضد دستگاه حکومت و برای سرنگون کردن سازمان دیوانی و اجتماعی موجود برخاست، برای زمینداران و صاحبان اقطاع که در بهره‌کشی از رعیت هیچ گونه انصاف و شفقت نمی‌شناختند بشدت مایه وحشت شد. دسته‌های روستاییان و شبانکارگان خشمگین و پرخاشگر که طی سال‌ها از پرداخت جزیه و خراج و بیگاری و بهره‌های سنگین به ستوه آمده بودند، برای آنکه از هر جایی به جمع یاران بابک بپیوندند ناچار شدند در سر راه هر گونه مانعی را از پیش بردارند. لاجرم از کشتن زمینداران، غارت دهقانان بزرگ و حتی از قتل زنان و کودکان آن‌ها خودداری نکردند. آوارگان، ستمدیدگان، راهزنان و کسانی که از زندان‌های سخت بیرون آمده بودند نیز همه جا در بین راه به آن‌ها ملحق شدند و با این عناصر ناهمگون درهم آمیخته که نیروی انقلاب از آن‌ها تشکیل می‌شد توقیف مخالفان، مصادرهٔ اموال، شکنجه کردن و مثله کردن مالکان و صاحبان اقطاع که ناظر به دستیابی بر اموال آن‌ها بود اجتناب ناپذیر شد. بابک با چنین نیرویی به زودی در تمام آذربایجان موجب وحشت عام شد و وقتی بر بذ دست یافت اکثر مخالفان از بیم آن‌ها به مراغه پناه بردند و آنجا متحصن شدند. بابک برای آنکه لشکر خلیفه به یاران وی به آسانی دسترس نیابد شهرها و دیه‌های اطراف را هم به دست ویرانی سپرد و از آن‌ها جز خرابه‌های سوخته و ویران چیزی باقی نگذاشت.
کلیفورد ادموند باسورث، قیام بابک و پیروانش را جنبشی دینی، بر پایه‌های احساسات ناسیونالیستی ضد عرب می‌داند.
عباس زریاب خوئی، در مورد قیام بابک می‌نویسد:
یکی از عوامل شورش این بود، که خرمدینان را ظاهراً مسلمانان، اعمّ از عرب و ایرانی، تحقیر می‌کردند. داستان رفتار توهین‌آمیز کدخدای بلال آباد با جاویدان حاکی از این معنی است. مقدسی می‌نویسد که اصحاب بابک در فقر و ذلّت به سر می‌بردند. ظاهراً مردم خرمی مذهب آن روستاها و نواحی، که از ذلّت و خواری رنج می‌برده و بنا به عقاید دینی خود منتظر قیام بوده‌اند، به دستور بابک شوریده و عمّال و مأموران خلیفه را به شرحی که در البدء والتاریخ آمده به قتل رسانده‌اند.
غلامحسین یوسفی شورش بابک خرمدین را این‌گونه توصیف می‌کند:
بلعمی و دیگر مورخین می‌گوید که پیروان بابک از مردم فقیر، روستائیان محلی تشکیل می‌شدند و مورخین مختلفی پیروان بابک را «اسرافکار و ولخرج، مرتد و سارق» خطاب می‌کنند. می‌توان نتیجه گرفت که بابک حمایت گسترده‌ای از کشاورزان و روستائیان فقیر آذربایجان داشته است کسانی که امید به آینده بهتری از طریق پیروزی شورش داشته‌اند ولی غیر محتمل است که آن‌ها از روی ترس یا مصلحت‌اندیشی به شورش پیوسته باشند.

### موالی
واژهٔ مولی، در عربی معانی متعدد و گاه متضاد همچون «ارباب، آقابرده، بنده، آزادکننده، هم‌پیمان، پناهنده» دارد، اما پس از فتوحات اعراب، این اصطلاح بیشتر به نومسلمانان غیرعرب گفته می‌شد که از راه مسلمان شدن، از قید بردگی آزاد می‌گشتند و درعین‌حال با نام «مولی»، تحت حمایت صاحبان اولیهٔ خود باقی می‌ماندند. با توجه به قوانین اسلام که مسلمان برده نمی‌شود، بندگان آزادشده وضعیتی بین بندگی و آزادگی پیدا می‌کردند و شرایط و مقررات ویژه‌ای برای آن‌ها فراهم می‌شد.
موالی اصلی و اولیه، بردگان غیرعربی بودند که با پذیرش اسلام، آزادی خویش را به دست آوردند. این گروه، با موج‌های پی در پی به عنوان اسیران جنگی و به عنوان بخشی از غنایم اعراب به شهرهای اردوگاهی آورده شده بودند. گرچه آن‌ها آزادی خویش را با توسل به اسلام، به‌دست آوردند، ولی به عنوان موالی همچنان منتسب و وابسته به مالک و ولی‌نعمت قبلی خویش باقی‌مانده بودند. در کوفه، این بردگان آزاد شده، دومین طبقه بزرگ موالی را تشکیل می‌دادند. سومین گروه بزرگ موالی، آن دسته از خرده مالکان و دهقانانی بودند که با سقوط نظام فئودالی دوره ساسانی، و ویرانی روستاهایشان، در نتیجه حمله مهاجمان عرب، کشت و کار را رها کردند؛ چرا که دیگر به صرفه نبود. مشکل این مردم روستایی، از جمله آنهایی که در دهات و املاک پیرامون کوفه به کار مشغول بودند، بالا بودن مالیات ارضی یا خراج شدید بود. در نتیجه، عده روزافزونی از آنها، پیوسته ناچار می‌شدند که مزارع را رها سازند و در شهرهای اردوگاهی، به دنبال شغل دیگری بگردند؛ و بالاخره گروه نسبتاً کم‌اهمیتی از موالی، ایرانیانی بودند که ادعا داشتند از تبار بزرگانند و اجازه یافته بودند که از امتیازات خاص طبقه حاکم عرب سهمی داشته باشند.
همگام با گسترش اسلام، شمار کلی موالی به سرعت افزایش گرفت. در حقیقت، در ظرف چند دهه، تعداد آن‌ها از مسلمانان عرب هم فراتر رفت. اینک موالی، به عنوان افراد مسلمان جامعه اسلامی، همان حقوق و امتیازاتی را می‌خواستند که همکیشان عربشان، از آن برخوردار بودند. چرا که پیامبر اسلام، به آن‌ها وعده «برابری و تساوی همه مؤمنان در برابر خداوند، فارغ از هرگونه تفاوت تباری و نژادی و قبیله‌ای» را داده بود. اما حکمرانان عرب تحت خلافت بنی‌امیه، تعالیم اسلام دربارهٔ مساوات و برابری را مراعات نمی‌کردند؛ حال آنکه در سال‌های صدر اسلام و مقدم بر دوره خلافت عمر، هنگامی که موالی هنوز در اقلیت بود، دستورهای اسلام، دقیقتر مراعات می‌شد.
به نوشتهٔ جرجی زیدان، موالی، درحقیقت شهروندان درجه‌دوم جامعهٔ اسلامی آن روز بودند. اگرچه تحقیر آن‌ها و مردم غیرعرب از دوران پیش از بنی امیه آغاز شد، در زمان حکومت آنان شدت یافت؛ زیرا اعراب خود را بالاتر از دیگران می‌پنداشتند و می‌گفتند: «ما نه تنها شما را از بردگی و اسارت آزاد ساختیم، بلکه از پلیدی و کفر و شرک نجات داده، مسلمان کردیم و همین کافی است که از شما برتر باشیم».
اعراب دوران بنی امیه، در حفظ نژاد خود می‌کوشیدند و به غیر عرب و موالی، زن نمی‌دادند. حتی شدت تعصب امویان به حدی بود که به نوشته مسعودی، امویان خلافت را بر پسر کنیز (غیر عرب) حرام می‌دانستند؛ زیرا مایل نبودند کنیززادگان، عهده‌دار خلافت شود. خواری و خفت موالی در عصر امویان تا آنجا بود که به گزارش مطهر بن مقدسی، حاکمی چون حجاج نیز، نتوانست سعید بن جبیر را که از برجستگان تابعین بود، به مسند قضاوت بنشاند، چرا که مردم کوفه بانگ برآوردند که جز عرب کسی برای قضا شایسته نیست. گرفتن جزیه از نومسلمانان، فرستادن موالی به میدان‌های جنگ بدون پرداخت حقوق و مسائلی همانند این، از جمله رفتارهای تحقیرآمیز امویان با موالی بود.
در پاسخ به دیدگاه نژادپرستانهٔ بنی‌امیه، جریان ادبی-اجتماعی به نام شعوبیه در میان تحصیل‌کردگان و ادیبان ایرانی پدیدار شد. این گروه که نام خود را از آیهٔ قرآن اخذ کرده بودند، ملاک برتری را تقوا و نه نژاد می‌دانستند و خواهان برقراری تساوی وعده داده شده در اسلام بودند و از همین‌رو به «اهل تسویه» نیز معروف گشتند. اما با گذشت زمان، اینها نیز ضمن تفکیک عرب و اسلام، متقابلاً در اشعار خود به تحقیر عرب و تفاخر به نژاد و گذشته باستانی روی آورده، به «اهل تفضیل» مبدل گشتند و نهضتی فرهنگی علیه سلطه و سیادت عرب برپا کردند.
یک مولی، از هر گروه و دسته‌ای که بود، در مقایسه با یک مسلمان عرب، از نظر اجتماعی و نژادی، مقام پائین‌تری داشت و شهروند درجه دو محسوب می‌گشت. اما موالی از رعایای غیر مسلمان امپراتوری (اهل ذمه)، که حتی موقعیت پائین‌تری داشتند، جدا بودند. اهل ذمه در ابتدا مسیحی‌ها و یهودی‌ها بودند و سپس، زرتشتی‌ها هم به این گروه افزوده شد. آن‌ها در مقابل پرداخت باج و خراج خاصی (جزیه)، از حمایت (ذمه) دولت اسلامی برخوردار می‌شد. جزیه بعداً به صورت نوعی مالیات سرانه مشخص تحول پذیرفت. یک ذمی که معروض محدودیت‌های اجتماعی نیز بود، همینکه به دین اسلام درمی‌آمد، مقام مولی به دست می‌آورد و الزاماً به یکی از قبایل عرب انتساب پیدا می‌کرد. اعراب به راه‌های مختلف، به ویژه اقتصادی، نسبت به موالی‌ها تبعیض قائل می‌شدند. موالی اغلب از غنایمی که قبایل، در جنگ‌ها به‌دست می‌آورد، بهره‌مند نمی‌گشتند؛ و حق دریافت جیره و مواجبی که متعلق به سپاهیان اسلام بود، را نداشتند. مهم‌تر از این، مالیاتی که نوکیشان مسلمان غیرعرب می‌پرداختند، اغلب همانند جزیه و خراجی بود که از رعایای غیرمسلمان گرفته می‌شد؛ و این شاید مهم‌ترین علت نارضایتی آن‌ها بود؛ چرا که آن‌ها برای فرار از بار مالیاتی‌شان، به اسلام گرویده بودند.
موالی، به عنوان یک طبقه محروم از امتیازات اجتماعی، که در جوامع شهری متمرکز شده بودند و آرزوی دولت و اجتماعی را می‌کشیدند که نسبت به تعالیم اسلام، حساسیت بیشتری از خود نشان دهد، زمینه مساعد و ارزشمندی را برای تشکیل سپاه در هر جنبش و نهضتی را به وجود می‌آوردند. نهضتی که به مخالفت با نظام انحصاری عرب در لوای حکومت بنی‌امیه قد برمی‌افراشت. در واقع، آن‌ها در شورش‌های خوارج شرکت جستند، و حدود صدهزار تنی از آن‌ها در ۷۰۱ میلادی / ۸۲ هجری به قیام ناموفق ابن الاشعث علیه حجاج پیوستند. بالاتر از همه، آن‌ها به نهضت مهم‌تر شیعی که در کوفه متمرکز بود، به دو دلیل، پیوستند. دلیل اول، مذهب شیعه کشش و جذبه بیشتری برای جلب توده‌های محروم و ستمدیده داشت و دلیل دوم، همسویی تفکرات موالی و سابقه بعضی از موالی، آن‌ها را به آرمان‌های شیعه در مورد رهبری بود؛ مثلاً موالی ایرانی جنوب عراق، دارای سنت دینی-سیاسی دیرینه دربارهٔ سلطنت الهی و رهبری موروثی، تقریباً شبیه به سنت یمنی‌ها بودند. در نتیجه، کاملاً آمده لبیک گویی به دعوت شیعه و مواعید آن‌ها در برانداختن اموی‌های فاقد تقوی، و استقرار و انتصاب اهل بیت به خلافت بودند تا با قرار گرفتن زمام حکومت در دست آنها، تعالیم اسلام دربارهٔ برابری و تساوی، برقرار گردد.

### ابن تیمیه و امام غزالی و جاحظ
از قول ابن تیمیه آورده‌اند:
قال شیخ الإسلام ابن تیمیة فی کتابه "اقتضاء الصراط المستقیم": أنّ جنسَ العربِ أفضلُ مِنْ جنسِ العجم: عِبرانیهِم و سُریانیِهم، رومُهم و فُرسُهُم و غیرُهُم، و أنّ قریشاً أفضلُ العرب.
شیخ اسلام، ابن تیمیه، گفته است که همانا ذات عرب بهتر از ذات عجم است؛ چه یهود، چه سریانی، چه رومی و چه ایرانی… و همانا بهترین نژاد عرب، خاندان قریش هستند.
ابن تیمیه، به نقل از عمر بن خطاب، آورده است که از جشن نوروز و مهرگان بپرهیزید، و کسانی که این روزها را جشن می‌گیرند، در قیامت خود را جز بی‌دین‌ها و کافرها خواهد یافت. همچنین در حدیث دیگری، مسلمانان را از عبادات ایرانی‌ها (به عربی: رطانت العجم) منع کرده است. به نوشته شاکد، این اصطلاح، اشاره به نمازهای زرتشتیان دارد.
ابوحامد محمد غزالی، اعلام کرده که تمام جشن‌ها باید ممنوع شوند و حتی نامی از نوروز و جشن سده آورده نوشته تا به روزهای عادی تبدیل گشته و حتی نام و نشانی از آن‌ها باقی نماند.
غزالی در کتاب کیمیای سعادت نوشته است:
... و برای کودکان در نوروز شمشیر و سپر چوبین فروشند و برای جشن سده بوق سفالین … آما آنچه برای سده و نوروز فروشند، چون شمشیر و سپر چوبین و بوق سفالین، این در نفسِ خود حرام نیست ولیکن اظهار شعارِ گبران حرام است و مخالف شرع است، و هر چه برای آن کنند نشاید؛ بلکه افراط کردن در آراستن بازارها به سبب نوروز و قطایف بسیار کردن و تکلف‌های نو افزودن برای نوروز نشاید؛ بلکه نوروز و سده باید که مندرس شود و کسی نام آن را نبرد تا گروهی از سلف گفته‌اند که «نوروز روزه باید داشت تا از آن طعام‌ها خورده نباید و شبِ سده چراغ فرا نباید گرفت تا اصلاً آتش نبیند.» و محققان گفته‌اند که «روزه داشتن این روز هم ذکرِ این روز بُوَد، و نشاید که نام این روز برند»، به هیچ وجه، بلکه با روزهای دیگر برابر باید داشت، و شبِ سده همچنین، چنان‌که از وی نام و نشان نماند.
جاحظ در سخنانی ایران‌ستیزانه، در مورد ایرانی‌های باستان و زرتشتی چنین گوید:
بنا به گفتار زردشت، گربه را شیطان، و موش را خدا آفریده، بول گربه در دریا، ۱۰ هزار ماهی را می‌کشد… زردشت با چنین استدلالی، مردم را به این می‌خواند که با مادران خود زناشویی کنند، با بول وضو گیرند، نایبی برای شوهران سفر کرده برگزینند، و «سوراسنب» (به احتمال زیاد، جشن پاکیزگی زن‌ها از دوران قاعدگی است) برپا کنند. سبب پیروزمندی زردشت نیز آن بود که جامعه ایرانی به تباهی و فساد مطلق در غلتیده بود، چندان که ناگزیر به پذیرفتن مجوسیت شدند. از این‌رو ست که می‌بینیم اولاً دین زردشت تنها در فارس و جبال و خراسان که همه فارس‌اند رواج یافته، و ثانیاً هیچ‌کس نیست که دین خود را رها کند و به آیین زردشتی درآید… از اینکه قدرِ خسرو پرویز و نزدیکان و دبیران و اسواران او را می‌کاهم، تعجب نکن، نیز اگر در پی تعجب، به یاد خسرو پرویز افتادی، او را رها کن و سادات قریش را به یادآور که ایشان، از کسری و آل کسری برترند.

### حمله اعراب به ایران
از ابوریحان بیرونی در کتاب اثرهای مانده از قرن‌های گذشت نقل شده است:
وقتی قتبیه بن مسلم سردار حجاج، بار دوم بخوارزم رفت و آن را بازگشود هرکس را که خط خوارزمی می‌نوشت و از تاریخ و علوم و اخبار گذشته آگاهی داشت از دم تیغ بی‌دریغ درگذاشت و موبدان و هیربدان قوم را یکسر هلاک نمود و کتابهاشان همه بسوزانید و تباه کرد تا آنکه رفته رفته مردم امّی ماندند و از خط و کتابت بی‌بهره گشتند و اخبار آن‌ها اکثر فراموش شد و از میان رفت.
به نقل از زرین‌کوب در کتاب دو قرن سکوت، با وجود چنین رویدادهایی، اعمال سیاست‌های ضدایرانی اعراب را نمی‌توان انکار نمود. همچنین در کتاب الأغانی نوشته ابوالفرج اصفهانی به شکنجه فارسی‌گویان اشاراتی شده است.
سرکوب زبان فارسی
پس از فتح ایران به دست اعراب، در دوران حکومت امویان، اعراب زبان عربی را به عنوان زبان اصلی سرزمین‌های خود انتخاب و آن را به ساکنان سرزمین‌های زیر سلطه خود تحمیل کردند. در پی نارضایتی حجاج بن یوسف از ترویج زبان فارسی در دیوان‌ها، وی دستور جایگزین کردن زبان تمام کشورهای تحت سلطه با عربی را حتی در صورت نیاز با توسل به زور صادر نمود.

### صدام حسین عبدالمجید التکریتی
سه چیز که خدا نباید می‌آفرید: ایرانیان، یهودیان و مگس— صدام حسین عبدالمجید التکریتی، 

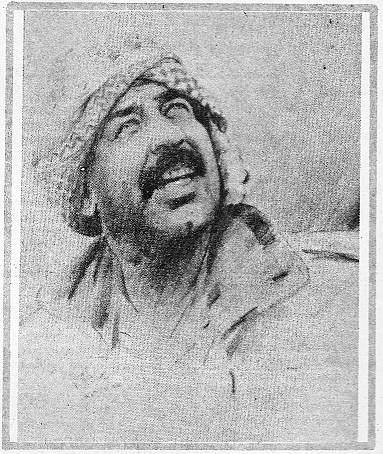
صدام حسین عبدالمجید التکریتی، رئیس‌جمهور بعثی عراق، جنگ با ایرانی‌ها را قادسیه ثانی می‌نامید.

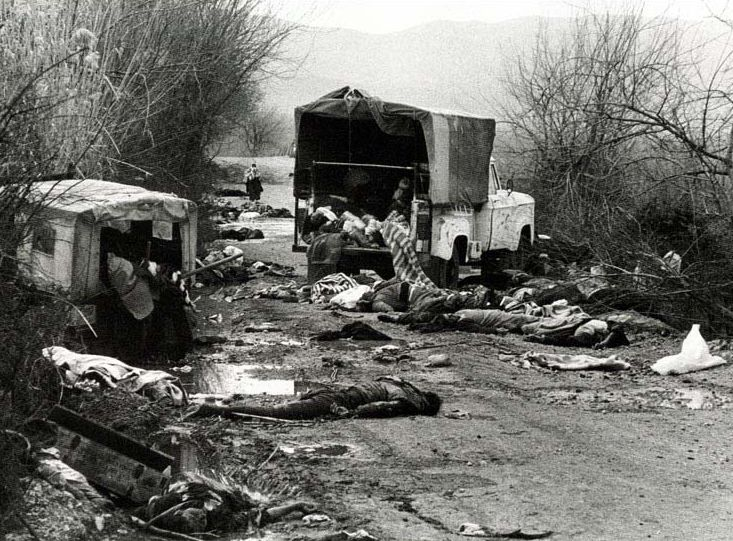
کشتار غیرنظامی ایرانی

صدام حسین، به دنبال برانگیختن اختلافات قومی، با حمایت «جبهه آزادی عربستان» در خوزستان و «جبهه آزادی ایران» در بلوچستان درآمد.
ایدئولوژی پان‌عربی حزب بعث، خوزستان متعلق به ملت عرب می‌دانست و مدعی بود که باید به دست عرب‌ها برگردد.
صدام حسین ادعای بی‌اساسی در مورد مالکیت جزایر سه‌گانه ایران برای خود کرد. در سپتامبر ۱۹۸۰، عراق، نقشه‌ای جعلی و تحریک‌کننده را چاپ کرد که در در آن، مالکیت جزایر سه‌گانه، از طرف ملت‌های عرب، به او داده شده است؛ یعنی ایرانیان، مشروعیت حقوق عراق را به رسمیت شناخته‌اند.
صدام حسین، با حمایت آشکار مالی از تجزیه‌طلب‌های شورشی در خوزستان، دادن وعده همیاری به آن‌ها جهت آزادی عربستان (نامی که توسط رژیم صدام حسین بر استان قدیمی ایران گذاشته شد) متهم شد. بنابر بر گفته فرمانده کل خوزستان، دریادار احمد مدنی، عراق از شورشیان، حمایت تسلیحاتی می‌کرد.
صدام حسین با برجسته‌سازی چهره عربی اسلام، مثل تأکید بر تبار عربی محمد، زبان عربی قرآن و جایگاه شهرهای مقدس اسلام در کشورهای عربی، تلاش کرد نقش ایران و ایرانیان را در منطقه کمرنگ سازد و اعراب را از آن‌ها برتر بداند. بعدها، با تأکید برتری اعراب بر ایرانیان، او جنگ خود علیه ایران را جنگ قادسیه دوم خواند.

### جنگ ایران و عراق

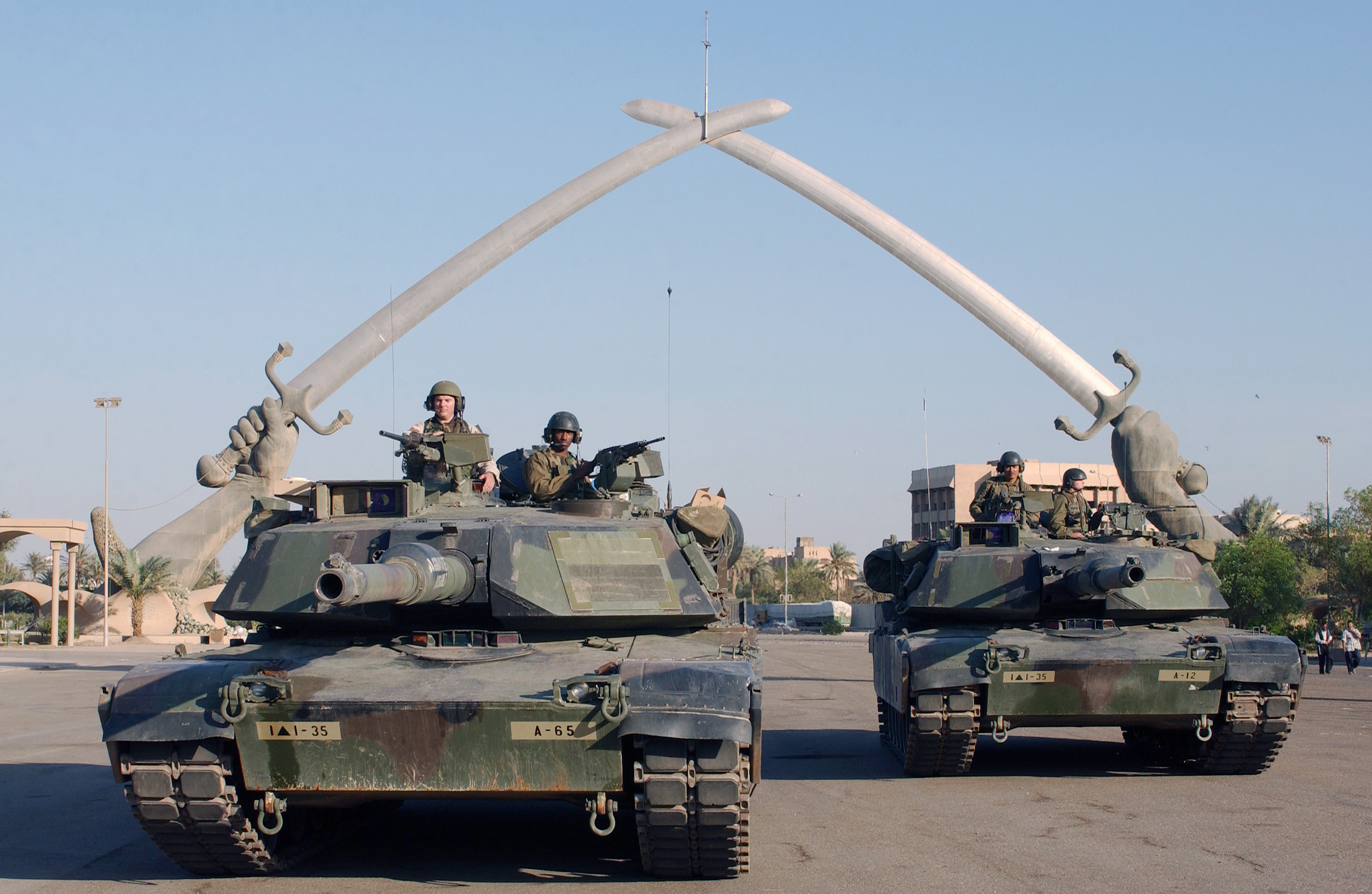
سربازان آمریکایی در حال عبور از زیر طاق نصرت شمشیرهای قادسیه در بغداد. این بنای یادبود را صدام حسین تکریتی با جمع‌آوری کلاه‌خودهای بیش از پنج‌هزار کشتهٔ ایرانی در جنگ ایران و عراق در دوسوی پایه‌های دو شمشیر عربی ساخت. در هر یک از کلاه‌خودها نیز با شلیک یک گلوله، سوراخی در آن ایجاد کردند. بعضی از کلاه‌خودها را نیز با سیمان به جاده زیر شمشیرها چسباندند تا هنگام رژهٔ سربازان لگدمال شود.

در سال ۱۹۸۰ کشور عراق با حمایت گسترده مالی کشورهای عربی به ایران حمله کرد، صدام حسین، رهبر وقت عراق این جنگ را به تقلید از نخستین تجاوز اعراب به ایران، قادسیه دوم نامید. او ایرانیان را حیواناتی می‌خواند که به همراه یهودیان و مگس هیچگاه نباید آفریده می‌شدند. این جنگ که با حمایت عمده کشورهای عرب آغاز شده بود، به مرگ در حدود یک میلیون ایرانی و از میان رفتن خاندانهای بسیاری انجامید.

## ترکیه
طبق نظرسنجی‌ای در سال ۲۰۱۳ میلادی ۷۵٪ مردم ترکیه به ایران با دید منفی می‌نگرند. به گفته شیرین هانتر، دانشمند علوم سیاسی، دو جریان عمده ضد ایرانی در ترکیه عبارت‌اند از: نیروهای مسلح ترکیه و تندروهای کمالیست به همراه ملی‌گرایان تندروی دارای گرایش‌های پان‌ترکیسم. (مانند گرگ‌های خاکستری) به گفته کاوه فرخ، نویسنده کانادایی، جریان‌های پان‌ترکیست مانند گرگ‌های خاکستری مروج تبلیغ‌های ایرانی ستیزانه هستند.
به لحاظ تاریخی شیعیان در امپراتوری عثمانی با ایران مرتبط دانسته می‌شدند و از همین رو مورد تبعیض قرار می‌گرفتند.

## جمهوری آذربایجان
به گفته الدار ممدوف، مشاور امور سیاسی، از دهه ۱۹۹۰ میلادی سیاست‌های ضد ایرانی توسط دولت‌های گوناگون جمهوری آذربایجان اعمال شده است. دومین رئیس‌جمهور آذربایجان، ابوالفضل ایلچی‌بیگ، و دولت او به دنباله‌روی از سیاست‌های پان‌ترکیسم و ایرانی ستیزانه شهرت داشتند.
جعل کتاب‌های تاریخی در جمهوری آذربایجان، در ارتباط با ایران و تاریخ پارسیان، "با حمایت نهادهای سازمانی غیردولتی که مورد پشتیبانی دولت جمهوری آذربایجان هستند، و "از دورهٔ ابتدایی در دبستان تا بالاترین سطح دانشگاه‌هاً مشغول به جعل و تاریخ‌سازی هستند.
جمهوری آذربایجان در تلاش است دوران و تاریخ ایرانی را جعل کرده و آذربایجانی یا تُرکی نشان دهد و شخصیت‌های تاریخی ایران، مانند نظامی گنجوی، شاعر پارسی، برخلاف تصویب جهانی، «آذربایجانی» و تُرک خوانده می‌شوند.

به گفته استاد تاریخ جرج بورنوتیان:
همان‌طور که اشاره شد، به منظور ساختن تاریخ و هویت ملی آذربایجان بر اساس تعریف سرزمینی یک ملت، و همچنین کاهش نفوذ اسلام و ایران، ملی گرایان آذری، توسط مسکو الفبای" آذری "را ابداع کردند، که جایگزین خط عربی-فارسی شد. در دهه ۱۹۳۰ تعدادی از مورخان شوروی، از جمله شرق‌شناس برجسته روسی، ایلیا پتروشفسکی، از طرف کرملین دستور پذیرفتند این تصور کاملاً بی اساس مبنی بر اینکه قلمرو پادشاهی سابق ایران (به جز ایروان که دارای‌تبار ارمنی است) بخشی از یک ملت آذربایجان بوده؛ بنابراین قفقاز جنوبی در آثار شوروی در مورد تاریخ منطقه از قرن شانزدهم تا نوزدهم از اصطلاح آذربایجان و آذربایجانی استفاده می‌شده است. سایر دانشگاهیان روسی حتی فراتر از این هم پیش رفتند و ادعا کردند که یک ملت آذری از زمان‌های بسیار قدیم وجود داشته و تا امروز ادامه داشته است. از آنجا که تمام نظرسنجی‌های روسیه و تقریباً همه منابع اولیه قرن نوزدهم روسیه از مسلمانانی که در قفقاز جنوبی اقامت داشتند به عنوان "تاتارهاً و نه " آذربایجانی‌ها " یاد می‌کردند"، مورخان اتحاد جماهیر شوروی به راحتی زبان آذربایجانی را جایگزین تاتارها کردند. مورخان و نویسندگان آذری، از سال ۱۹۳۷، این الگو را دنبال کردند و شروع به جعل تاریخ سه هزار ساله منطقه به عنوان آذربایجان کردند. دوره‌های پیش از ایران، ایران و عرب هر کسی که در قلمرو آذربایجان شوروی زندگی می‌کرد، در زمره آذری‌های ترک قرار گرفت؛ از این رو نظامی، شاعر بزرگ ایرانی، که فقط به زبان پارسی نوشته است، شاعر ملی آذربایجان اعلام شده است.

### ازبک‌ها
در سرآغاز تاریخ، ساکنان خوارزم از ایرانیان بودند و به زبان ایرانی شرقی به نام خوارزمی صحبت می‌کردند. ترک‌های ازبک در قرن دهم میلادی حاکمیت این منطقه را به دست گرفتند و این منطقه به تدریج به منطقه‌ای با اکثریت ترک زبانان تبدیل شد.
ازبک‌ها پس از استقرار در سرزمین‌های خوارزم شروع به بردگی گرفتن ایرانیان کرده و بیش از یک میلیون ایرانی را فقط در نیمه نخست قرن نوزدهم میلادی در بازار برده فروشی شهر خیوه به عنوان برده خرید و فروش کردند.

## اسرائیل
احساسات ضد ایرانی در اسرائیل بیشتر نتیجه مستقیم استقرار حکومت دینی اسلامی از سال ۱۳۵۷ در ایران بوده است، با این حال بیشتر اسرائیلی‌ها خصومت آشکار خود را فقط علیه دولت اسلامی نشان می‌دهند نه شهروندان عادی ایران، زیرا اکثریت جمعیت ایران در سطح همدردی با اسرائیل و ملت آن هستند. بنابراین، سیاست‌های ضد ایرانی در اسرائیل بیش از آنکه متمرکز بر مردم عادی باشد، بیشتر درگیری بین حکومت اسلامی ایران و اسرائیل بوده است.